# Gościkowo
Gościkowo (prononciation : [ɡɔɕt͡ɕiˈkɔvɔ], anciennement Paradyż, en allemand : Paradies), est un village de la gmina de Świebodzin dans le powiat de Świebodzin de la voïvodie de Lubusz dans l'ouest de la Pologne.

## Géographie
L'endroit se situe dans l'ouest de la région historique de Grande-Pologne, à environ 10 kilomètres au nord de Świebodzin (siège de la gmina et de le powiat), 44 kilomètres au nord de Zielona Góra (siège de la diétine régionale) et 49 kilomètres au sud-est de Gorzów Wielkopolski (capitale de la voïvodie).
Le village comptait approximativement une population de 380 habitants en 2006.

## Histoire

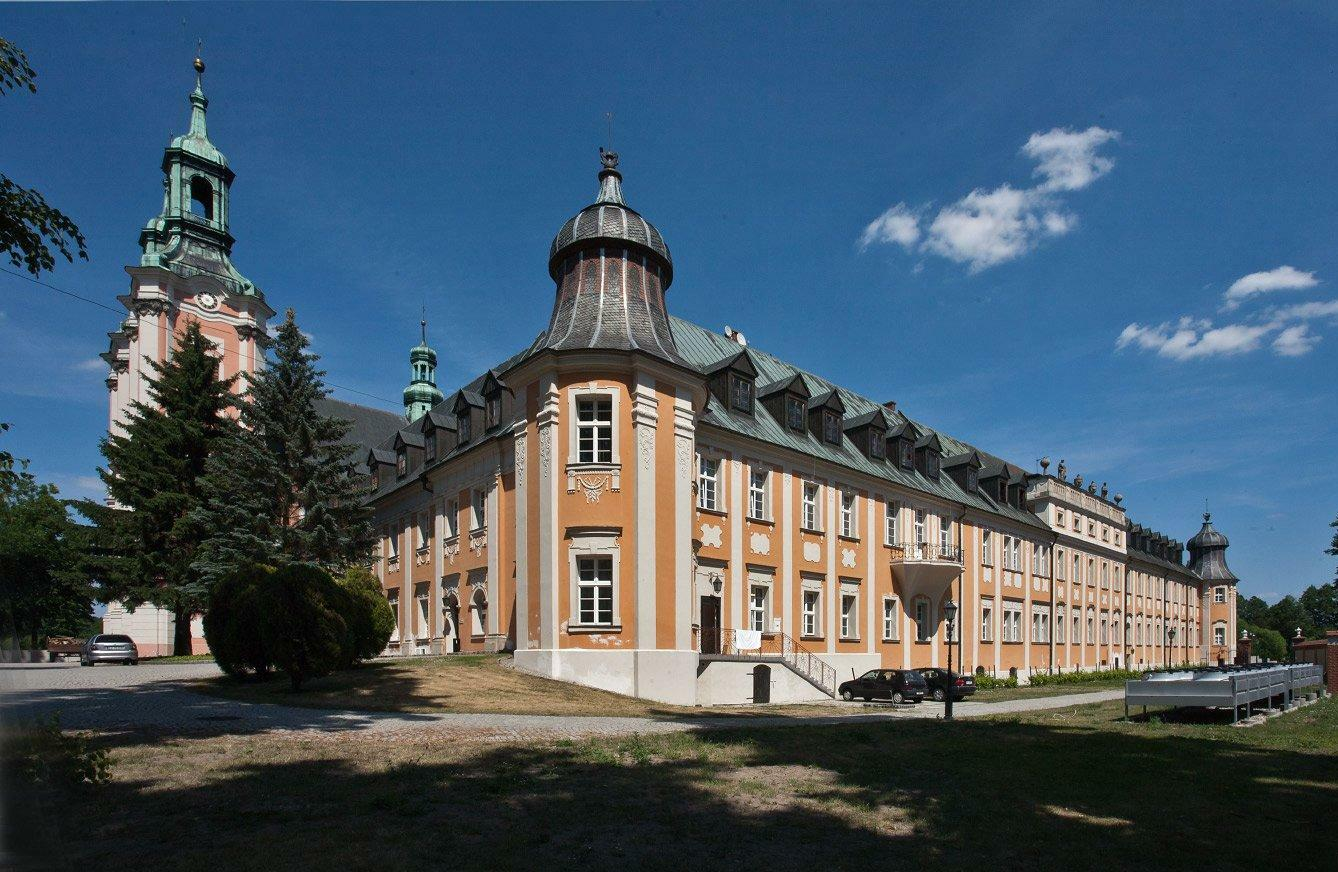
L'abbaye de Paradyż.

L'ancienne abbaye cistercienne de Paradyż, située au sud de Międzyrzecz dans le duché de Grande-Pologne, a été fondée le 29 janvier 1230. La colonisation commença plusieurs années plus tard à partir de l'abbaye de Lehnin dans la marche de Brandebourg. Le duc Ladislas Odonic a libéré les moines d'impôts et d'autres taxes.
De 1815 à 1945, Paradyż appartenait au district de Posen, la plus méridionale de deux régions administratives prussiennes du grand-duché de Posen (1815-1849) et son successeur, la province de Posnanie (1849-1918). Avec l'entrée en vigueur du traité de Versailles, la région passe à la province de Posnanie-Prusse-Occidentale.
Après la Seconde Guerre mondiale, avec la mise en œuvre de la ligne Oder-Neisse, le village est intégré à la république de Pologne. La population d'origine allemande est expulsée et remplacée par des Polonais.
De 1975 à 1998, le village appartenait administrativement à la voïvodie de Zielona Góra. Depuis 1999, il appartient administrativement à la voïvodie de Lubusz.

## Personnalités
- Jacques de Paradiso (1381-1465), moine et théologien.